# Las dos tormentas
Las dos tormentas (título original: Way Down East) es una película muda romántica-dramática estadounidense de 1920 dirigida por D. W. Griffith, está basada en la obra teatral homónima de Charlotte Blair Parker.

## Trama
Anna Moore (Lillian Gish) es una inocente joven de campo de Nueva Inglaterra que va a visitar a su acaudalada tía de Boston para que ayude a su familia a salir de la pobreza, pero una vez allí Lennox Sanderson (Lowell Sherman), un hombre rico, la engaña con un matrimonio falso para aprovecharse de ella.
Cuando Anna queda embarazada, Lennox la abandona a su suerte. Cuando el bebe muere, Anna intenta regresar a su familia de agricultores puritanos.

## Reparto
- Lillian Gish - Anna Moore
- Richard Barthelmess - David Bartlett
- Lowell Sherman - Lennox Sanderson
- Burr McIntosh - Squire Bartlett
- Kate Bruce - Madre Bartlett
- Mary Hay - Kate, la sobrina de Squire
- Creighton Hale - El profesor
- Emily Fitzroy - Maria Poole, dueña
- Porter Strong - Seth Holcomb
- Edgar Nelson - Hi Holler
- Sra. Morgan Belmont - Diana Tremont
- Vivia Ogden - Martha Perkins
- George Neville - El condestable